# Wavy Gravy
Wavy Gravy, rodným jménem Hugh Nanton Romney (* 15. května 1936) je americký mírový aktivista. V šedesátých letech založil organizaci Hog Farm sdružující členy hnutí hippies. Autorem jeho pseudonymu je bluesový hudebník B. B. King. V roce 2010 o něm byl natočen dokumentární film Saint Misbehavin': The Wavy Gravy Movie.